# William Cyr
William Cyr (20 de setembro de 1992), é um velejador norte-americano que é medalhista dos Jogos Pan-Americanos. 

## Trajetória esportiva
Em 2019, o atleta conquistou a medalha de bronze nos Jogos Pan-Americanos, na classe Formula kite. Ele completou a competição com 49 pontos perdidos, após 18 regatas classificatórias e 3 regatas da medalha.